# Wolodymyr Lypskyj

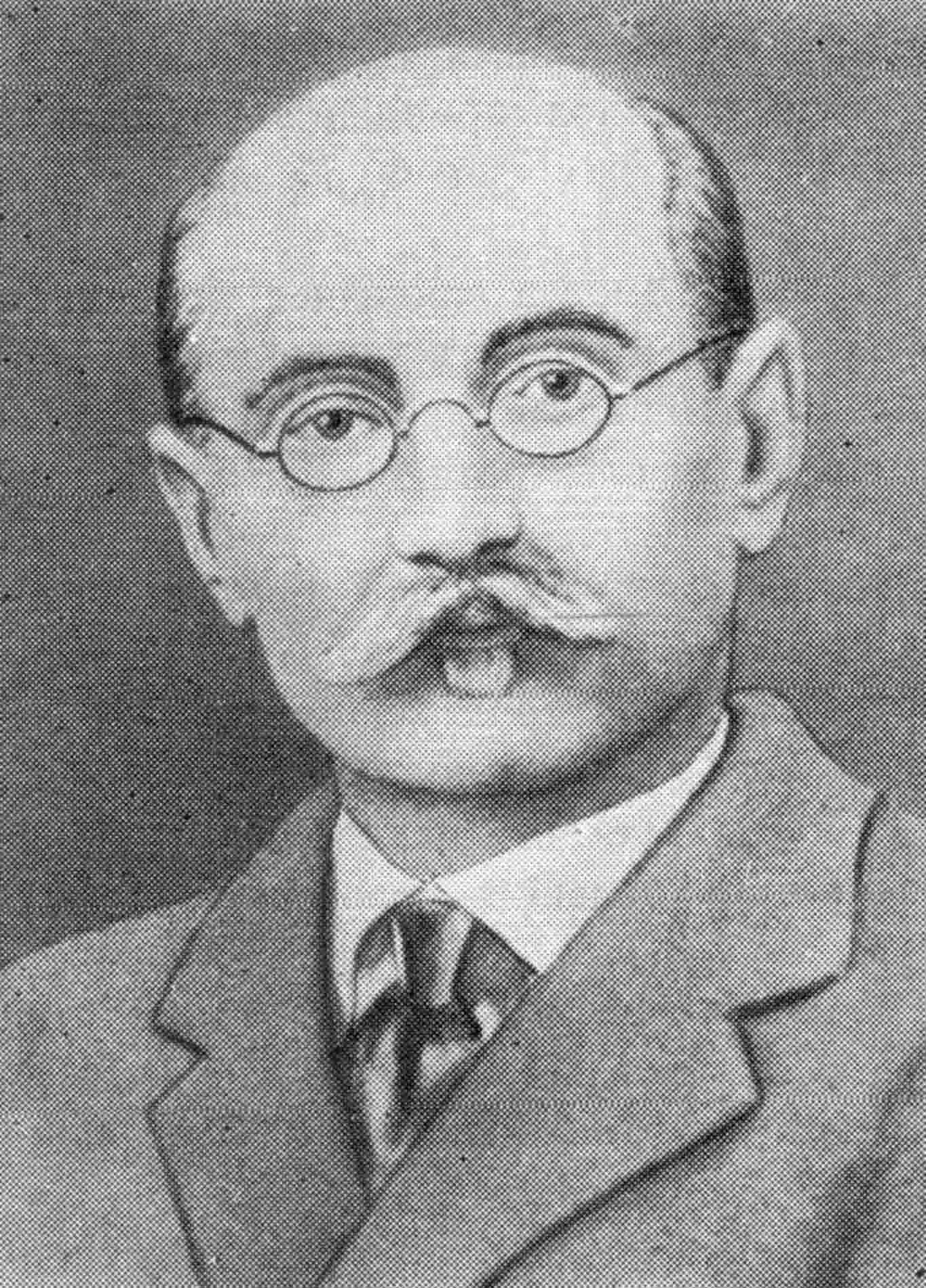
Wolodymyr Lypskyj

Wolodymyr Ipolytowytsch Lypskyj (ukrainisch Володимир Іполитович Липський, russisch Владимир Ипполитович Липский / Wladimir Ippolitowitsch Lipski auch Hippolitowitsch Lipskij; * 27. Februarjul. / 11. März 1863greg. in Samostrily, Gouvernement Wolhynien, Russisches Kaiserreich; † 24. Februar 1937 in Odessa, Ukrainische SSR) war ein russisch-ukrainischer, sowjetischer Botaniker. Sein offizielles botanisches Autorenkürzel lautet „Lipsky“.
Wolodymyr Lypskyj studierte in Kiew und arbeitete nach seinem Abschluss 1886 weitere sieben Jahre an der dortigen Universität; von 1894 bis 1917 war er am Botanischen Garten in Sankt Petersburg tätig. Von 1919 an war er Mitglied der Ukrainischen Akademie der Wissenschaften. Seit 1924 war er korrespondierendes Mitglied der Akademie der Wissenschaften der UdSSR. In Odessa leitete er von 1928 bis 1937 den dortigen botanischen Garten.
Lypskyj beschäftigte sich überwiegend mit höheren Pflanzen des Kaukasus, Mittelasiens und der Ukraine. Die Pflanzengattung Lipskyella ist nach ihm benannt.

## Werke
- Flora Caucasi, 1899, suppl. 1902